# Virgin EMI Records
A Virgin EMI Records egy brit lemezkiadó.

## Története
2013-ban hozta létre az amerikai székhelyű Universal Music Group (UMG), miután felvásárolta a csődbe ment EMI lemezkiadással foglalkozó üzletágát, köztük a Virgin Records és a Mercury Records UK lemezkiadókat. A Virgin EMI így egyike lett az UMG öt brit lemezkiadó cégének, a Polydor Records, a Decca Records, az Island UK, és az EMI más kiadóiból újonnan létrejött Capitol Records UK csoportnak.
A Virgin EMI-hoz tartoznak többek között Carrie Underwood, Taylor Swift, Florence and the Machine, Corinne Bailey Rae, Rihanna, Katy Perry, Iggy Azalea, Emeli Sande, The Chemical Brothers, Jamiroquai, Slaves, The Libertines, Arcade Fire, Jake Bugg, Lethal Bizzle, Fall Out Boy, Lorde, Chase & Status, Metallica, Avicii, Elton John, Chvrches, Paul McCartney, Martin Solveig, Bon Jovi, The Vamps, The Tide, Tom Jones, George Michael, The Stone Roses, Harvey Cantwell, Vic Mensa, Massive Attack, Avenged Sevenfold, Paul Simon, Krept and Konan, Katy B, Amy Macdonald, Duke Dumont, Kanye West, Four Of Diamonds és Sandro Cavazza az Egyesült Királyságban megjelenő kiadványai.